# Bindżaru
Bindżaru (arab. بنجارو) – miejscowość w Syrii, w muhafazie Latakia. W 2004 roku liczyła 2718 mieszkańców.